# Chorebus vicinus
Chorebus vicinus är en stekelart som beskrevs av Fischer, Tormos, Docavo och Isabel Pardo 2004. Chorebus vicinus ingår i släktet Chorebus och familjen bracksteklar. Inga underarter finns listade i Catalogue of Life.